# Chirality
A Chirality (キラリティー, Chirality, angol címe Chirality – To The Promised Land) egy 4 kötetből álló mangasorozat írója és rajzolója Urusihara Szatosi (うるし原智志; Hepburn: Satoshi Urushihara). A mangát Észak-Amerikában licencelte és kiadta a Central Park Media. 
A képregény lány-lány romantikus kapcsolatot tartalmaz (juri), és a meztelenség ábrázolásától sem zárkózik el.

## A történet
A cselekmény a távoli jövőben (2022) játszódik, ahol a Földön egy technovírus söpör végig. A félresiklott kísérlet szülte mechanikus paraziták fertőzés után az emberi gerincvelőhöz csatlakoznak és hordozóikat kiborgokká alakítják. A megmaradt túlélők, hogy megszabaduljanak a technikai terrortól megkísértik az összefogást a vírus és android ellenségeik ellen.
A katasztrófa forrása az emberi kéz alkotta Gaia rendszer, aminek az lett volna a feladata, hogy a föld légkörét ellenőrizze; a felelős szuperszámítógépet Mother Guardian-nak (Őrző Anya) hívták, vagy egyszerűen csak Mother-nek (Anya). Gaia „meghibásodása” a rendszer összeomlásához vezetett, a Föld tengelye 12°-kal elfordult. Gaia birtokában volt a képesség, hogy kijavítsa önmagát: a rendszere életet adott a GM-eknek, amik elkezdték megfertőzni az emberi lényeket, hogy ők irányítsák azokat. A célja az volt, hogy ezáltal javítsa meg a saját meghibásodott részeit, valamint „kiküszöbölje” a bolygón élő lényeket.
Az Anya sikeresen függetlenítette magát Gaiától és két őrzőt hozott létre, hogy a Földet egy új jövő felé vezessék, ők lennének Adam és Eve (Ádám és Éva); akiket/akit azonban a Carol néven is ismertek- egy betűszó: Chirality Artificial Recombine Of Life.
A terv csak részben járt sikerrel, valójában Adam teremtésének eljárása nem fejeződött be és az Anya arra kényszerült, hogy megkérje „Carolt” találjon  magának partnert, hogy véghezvihesse a küldetést. 
Hogy a sikerét garantálja ellátta minden eszközzel, amire szüksége lehet. Carol gyönyörű volt és belsejében a Föld összes élő teremtményének génállományát(?) őrizte.

### Az első rész
A fiatal Shiori egy védett zónában él, várva, hogy visszatérhessen szülőföldjére, ahol az emberek újra békében élhetnek. Egy GM támadás alkalmával Shiorit két különös lény menti meg: egy Carol nevű nő és Vic (VS-01 PPDA), a kiborg. Shiori az első perctől kezdve úgy érzi, hogy megmagyarázhatatlan és régi kötelék fűzi Carolhoz.

### A második rész
Bemutatkozik Bart, egy rejtélyes idegen Patty (vele utazik együtt Carol és Shiori) múltjából, aki szeretné a lánnyal újra fellobbantani a régi tüzet.  Megismerkedünk Carol ellenpéldányával: Adammel is, aki a Carolénak mindenben megfelelő képességeivel a csoport halálos riválisává válik.

### A harmadik rész
Ott veszi fel a szálat, ahol a második befejeződik, folytatódnak a kibővült csapat: Carol, Shiori, Patty, Shizuma és Vic kalandjai. Itt zajlik le az első mindent-bele harc Carol férfi komputer-párjával Adammel.

### Negyedik rész
Carol, Shiori, Patty és Vic végül behatolnak a GAIA-ba. Pár új barát segítségével felveszik a harcot az androidokkal. Az emberiség jövőjének érdekében Carolnak szemtől szembe kell legyőzni főellenségüket, Adamet, egy harcban, ahol mindent kockára tesz.